# بوتوك
بوتوك (بالبلغارية: Поток)‏ قرية تقع إدارياً ضمن بلدية غابروفو ‏ في بلغاريا. ويبلغ عدد سكانها 13 نسمة حسب تعداد 2010. تعتمد بوتوك للبريد على الرمز البريدي 5309.